# Taiwanomenephilus chui
Taiwanomenephilus chui là một loài bọ cánh cứng trong họ Tenebrionidae. Loài này được Kimio Masumoto miêu tả khoa học năm 1986.